# Apôtre
Cet article concerne les apôtres en général. Pour les disciples de Jésus, voir Douze Apôtres.
Cet article concerne le terme biblique. Pour le genre d'oiseau homonyme, voir Apôtre gris.

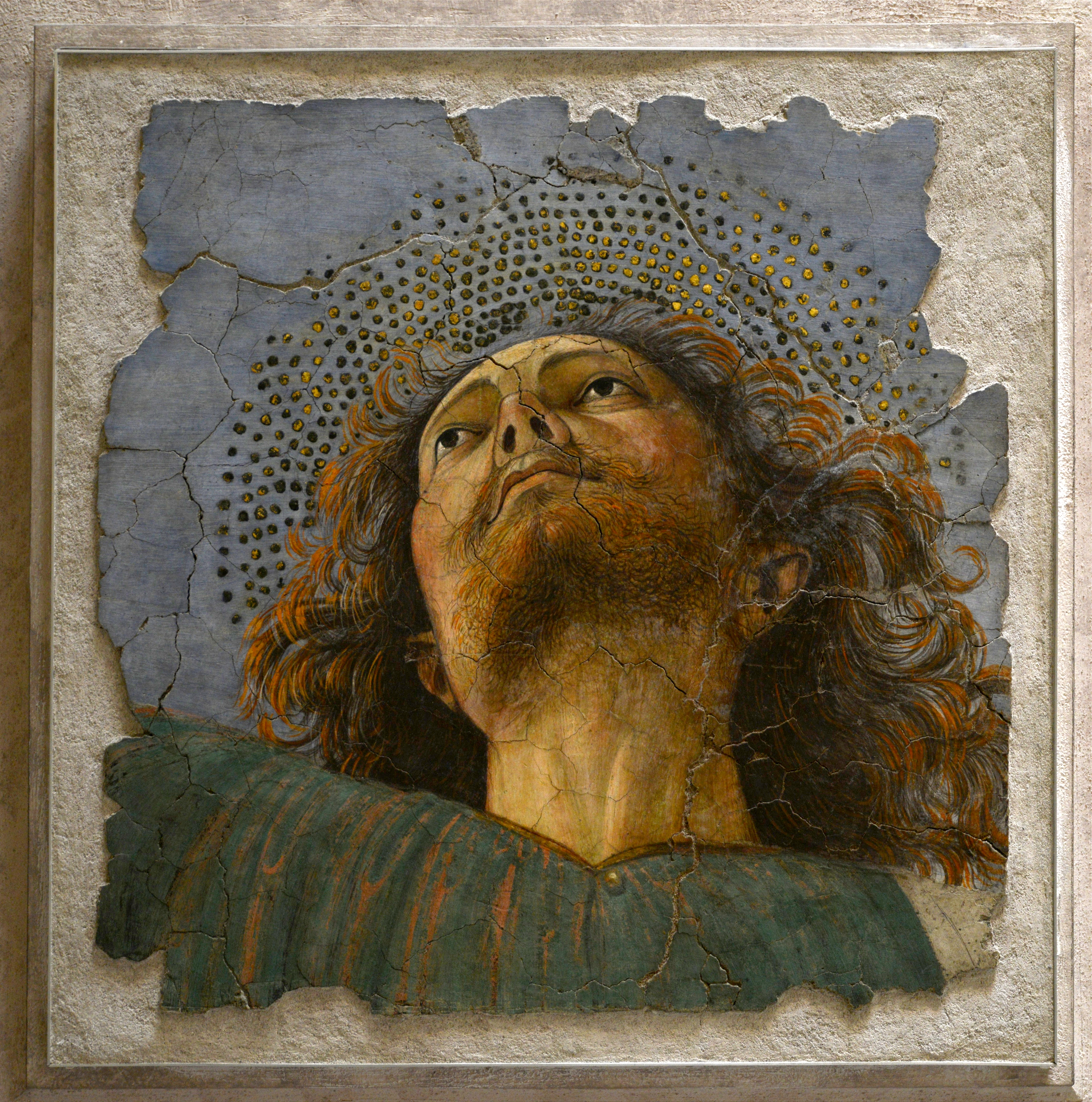
Un apôtre, fresque de Melozzo da Forli, v. 1480, musées du Vatican.

« Apôtre » est issu du grec ancien ἀπόστολος / apóstolos qui désigne couramment un « envoyé » chargé d'une mission, voire l'accomplissement de celle-ci ou les lettres la décrivant. Dans la Bible grecque des Septante, ce mot est appliqué à des personnes (1 R 14,6) ; il traduit l’hébreu shaliah, « envoyé plénipotentiaire ».
Le Nouveau Testament emploie plusieurs fois le mot « apôtre ». Il s’applique à plusieurs catégories de personnes bien distinctes :
- les témoins de la Résurrection de Jésus, envoyés pour annoncer cet événement ;
- un des ministères de l’Église primitive ;
- deux fois dans les évangiles (Mt 10,2 et Lc 6,13) : le groupe des Douze choisis par Jésus, d'abord pour les envoyer (Mt 10, 5-42), enfin « pour être avec lui » et pour signifier symboliquement le peuple de la fin des temps (Mt 19, 28).

Paul, qui ne fait pas partie des douze Apôtres, est surnommé l'« Apôtre » sans autre précision, ou encore l'« Apôtre des nations ».
Dans la langue française courante, le mot désigne un des douze disciples de Jésus-Christ. Il s'applique aussi aux personnes qui enseignent et répandent une religion à la manière des apôtres de Jésus. Par extension, il qualifie aussi les propagateurs d'une doctrine, d'une opinion, d'une cause.

## Le groupe des Douze dans les Évangiles
Un apôtre est, dans l'Église primitive, un membre de la communauté ou collège chargé de l'annonce de l'Évangile. L'Évangile de Luc donne le nom d'Apôtres aux Douze choisis par Jésus et chargés par lui d'annoncer l'Évangile au monde entier. Ce nombre douze correspondait au nombre des tribus d'Israël et symbolisait le peuple de la nouvelle Alliance. Jésus a appelé à sa suite, Pierre, André, Jacques dit le Majeur, Jean, Philippe, Barthélémy, Thomas, Matthieu, Jacques, Jude appelé aussi Thaddée, Simon surnommé le Zélote et Judas l'Iscariote.
L’identification des « apôtres » au groupe de douze « disciples » choisis par Jésus « pour être avec lui » est peut-être une création relativement tardive, comme le montre l'existence d'apôtres au sens large, extérieurs à ce groupe. Les seuls passages des évangiles de Luc et Matthieu évoquant explicitement les Douze Apôtres sont Mt 10,2 et Lc 6,13 ; ainsi que Ap 21,14, et Ac 1,26. Il vaut mieux donc parler à leur sujet de Groupe des Douze : le nombre 12 est en effet essentiel pour comprendre le rôle de ces disciples constituant autour de Jésus un cercle restreint à la forte signification symbolique.
Les Douze sont institués par Jésus pour être un signe particulier pour Israël : ils représentent le peuple nouveau tel qu'il sera rassemblé par Dieu à la fin des temps (Mt 19,28) ; le nombre douze évoquant les douze tribus d'Israël, mais aussi la totalité et l'intégrité du peuple. Il renvoie donc au fait que Jésus a reçu pour mission de rassembler la totalité du peuple et de le mener à son accomplissement.
Après la trahison et la mort de Judas, le groupe des Onze qui subsistent demeure après la Résurrection. Ils décident de tirer un disciple au sort, Matthias, pour « devenir avec nous témoin de la Résurrection ». Ils sont, avec d'autres disciples, les bénéficiaires du don de l'Esprit à la Pentecôte (Ac 2). Pierre et Jean sont considérés, avec Jacques « frère du Seigneur » qui semble tenir dans l'Église de Jérusalem la place centrale, comme des « colonnes de l'Église » (cf. Ga 2,9).

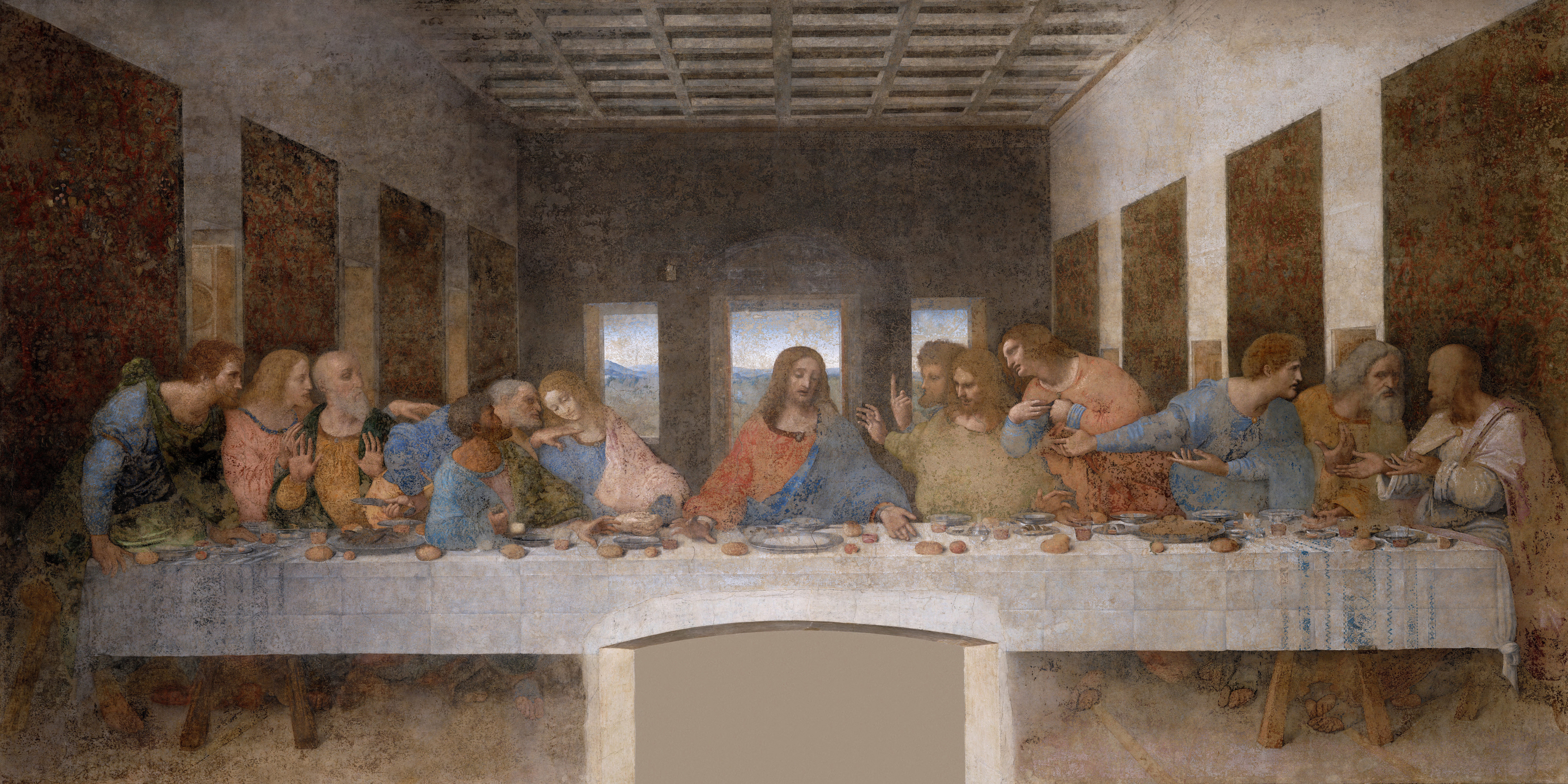
La Cène dépeint le dernier repas que Jésus-Christ prit avec les Douze Apôtres le soir du Jeudi saint. Léonard de Vinci (1498)

Après la mort du dernier membre des Douze, ce groupe n'est plus renouvelé. Les catholiques et les orthodoxes considèrent les évêques comme les successeurs des Apôtres, et accordent une importance particulière au fait que les évêques se situent dans la succession apostolique, c'est-à-dire que la tradition à laquelle ils se rattachent remonte aux Apôtres.
Les évangiles de Matthieu, Marc, Jean et Luc racontent la vocation de ces douze disciples de Jésus de Nazareth choisis et en donnent différentes listes.
Paul de Tarse est néanmoins considéré comme le 13e apôtre puisqu'il a été institué par le Christ lui-même sur le chemin de Damas. Ce titre est aussi revendiqué par Paul dans ses lettres. Cependant, ce choix de le nommer le 13e apôtre va à l'encontre du texte des Actes des Apôtres (14,14) qui signale que Barnabé (Barnabas) et Paul sont tous deux apôtres. Barnabé étant sans doute le personnage qui, au début du récit et avant Paul, se convertit, vend un champ et en donne le profit à la communauté (il est appelé Joseph, surnommé Barnabas). Paul est donc, selon l'ordre du texte, qui n'a que peu d'importance en réalité à cette époque puisque le terme signifie seulement « envoyé » (dans ce cas-ci évangélisateur), le 14e apôtre présenté et non pas le 13e.

## «Apôtre» et Résurrection de Jésus
Le premier sens du mot « apôtre », ou du moins celui qui est le plus anciennement attesté dans le Nouveau Testament, désigne le témoin de la Résurrection de Jésus. C'est le titre que Paul s'attribue dans l'Épître aux Galates, rédigée au tournant des années 40/50. Dans l'Épître aux Romains, il se dit « mis à part pour annoncer l'Évangile de Dieu », « pour conduire à l'obéissance de la foi tous les peuples païens » : il situe ainsi sa mission comme fondamentale dans l'Église, aux côtés des autres témoins de la Résurrection que sont les Douze et quelques membres de la famille de Jésus (tels que Jacques, « frère du Seigneur »), apôtres eux aussi.
L’Église orthodoxe reconnaît le titre d'« égal aux apôtres » à des saints qui ont propagé la nouvelle de la Résurrection comme Marie Madeleine ou qui ont évangélisé tout un territoire et tout un peuple comme Hélène et son fils Constantin Ier, Nina de Géorgie, Martin de Tours ou Étienne de Perm.

## Le ministère apostolique dans l'Église primitive
La Tradition apostolique a été définie par Hippolyte de Rome au début du IIIe siècle.

## Après les temps apostoliques
Après les temps proprement apostoliques marquant la première période de l'histoire du christianisme, le terme « apôtre » s'applique aux missionnaires qui annoncent l'évangile (évangélisent) un peuple ou un pays, souvent en dehors de leur lieu d'origine, et fondent ainsi une chrétienté locale.

## Apôtres de Jésus dans l'islam
Il fait partie de la tradition islamique de croire que Jésus (appelé Îsâ) avait des apôtres autour de lui. La tradition enseigne qu'ils étaient cependant musulmans, dans le sens qu'ils étaient soumis à Dieu (Allah). Dans le Coran, les apôtres sont appelés hawâriyyoûn (arabe : الْحَوَارِيُّونَ, disciples) et sont mentionnés à plusieurs reprises :

« Et je (Jésus) confirme ce qu'il y a dans la Thorah révélée avant moi, et je vous rends licite une partie de ce qui était interdit. Et j'ai certes apporté un signe de votre Seigneur. Craignez Dieu donc, et obéissez-moi. Dieu est mon Seigneur et votre Seigneur. Adorez-Le donc : voilà le chemin droit." Puis, quand Jésus ressentit de l’incrédulité de leur part, il dit : « Qui sont mes alliés dans la voie de Dieu ? » Les apôtres dirent : « Nous sommes les alliés de Dieu. Nous croyons en Dieu. Et sois témoin que nous Lui sommes soumis (lit. musulman). Seigneur ! Nous avons cru à ce que Tu as fait descendre et suivi le messager. Inscris-nous donc parmi ceux qui témoignent. » Et ils [les autres] se mirent à comploter. Dieu a fait échouer leur complot. Et c'est Dieu qui sait le mieux leur machination ! »

— Coran, sourate 3 : La famille d’Imran, versets 50-54.

« ô vous qui avez cru ! Soyez les alliés d’Allah, à l’instar de ce que Jésus fils de Marie a dit aux apôtres : « Qui sont mes alliés (pour la cause) d’Allah ? » - Les apôtres dirent : « Nous sommes les alliés d’Allah ». Un groupe des Enfants d'Israël crut, tandis qu’un groupe nia. Nous aidâmes donc ceux qui crurent contre leur ennemi, et ils triomphèrent. »

— Coran, sourate 61 : Le rang (As-Saff), verset 14.
Les musulmans pensent que les disciples de Jésus étaient des enfants d'Israël conformément au fait qu'il leur fut envoyé afin de leur rappeler d'observer les commandements de Dieu. Le Coran ne mentionne pas leurs noms ni même leur nombre ou encore des détails concernant leur vie. Cependant, certains exégètes musulmans sont plus ou moins d'accord avec la plupart des apôtres figurant dans le Nouveau Testament comme Pierre, Philippe, Thomas, Barthélemy, Matthieu, André, Jacques, Jude, Jean et Simon, mais gardent beaucoup de réserve. Les exégètes tracent un parallèle entre les disciples de Jésus et les compagnons de Mahomet.

### Récit de la table servie

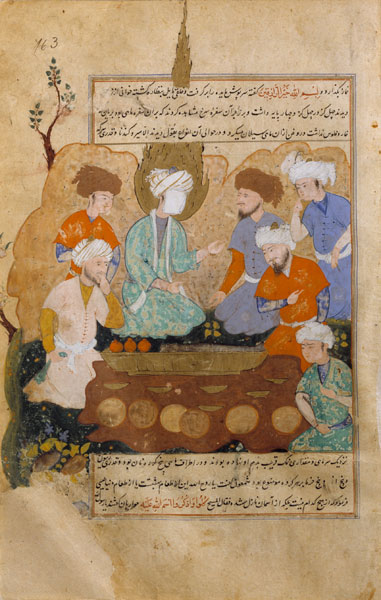
Îsâ offre de la nourriture miraculeuse à ses disciples.

La table servie, nom de la cinquième sourate du Coran (arabe : al-Ma'idah) raconte l'histoire où Jésus demande aux apôtres de jeûner trente jours. À l'issue du jeûne, ces derniers demandent à Jésus de faire descendre du ciel une table servie pour que tous, riches et pauvres, puissent rompre le dernier jour de jeûne en cérémonie et afin d'être sûrs qu'Allah accepte leur jeûne et pouvoir être témoins de l'évènement.

« (Rappelle-toi le moment) où les Apôtres dirent : « Jésus fils de Marie, se peut-il que ton Seigneur fasse descendre sur nous du ciel une table servie ? ». Il leur dit : « Craignez plutôt Dieu, si vous êtes croyants. ». Ils dirent : « Nous voulons en manger, rassurer ainsi nos cœurs, savoir que tu nous as réellement dit la vérité et en être parmi les témoins. ». « Dieu, notre Seigneur, dit Jésus, fils de Marie, fais descendre du ciel sur nous une table servie (autre trad. une table garnie d'aliments) qui soit une fête pour nous, pour le premier d’entre nous, comme pour le dernier, ainsi qu’un signe de Ta part. Nourris-nous : Tu es le meilleur des nourrisseurs. » « Oui, dit Dieu, Je la ferai descendre sur vous. Mais ensuite, quiconque d’entre vous refuse de croire, Je le châtierai d’un châtiment dont Je ne châtierai personne d’autre dans l’univers. » »

— Coran, sourate 5 : La table servie (Al-Maidah), versets 112-115.
Jésus accepta d'invoquer Dieu pour cela mais les mit en garde de ne pas tomber dans l'incroyance après leur requête, auquel cas ils seraient châtiés plus durement que les autres. Ils insistèrent, Jésus invoqua donc Dieu et une table descendit peu à peu sous leurs yeux d'entre deux nuages. Jésus prononça ensuite : Au nom de Dieu (bismillah), le meilleur des nourrisseurs » et la table se transforma en une véritable nappe portant sept poissons et sept pains, du vinaigre, des grenades et d'autres fruits. Ils refusèrent d'en manger les premiers et demandèrent à ce que ce soit Jésus qui commence. Celui-ci s'en étonna et demanda en conséquence que les pauvres, les besogneux, les malades et les infirmes, tous du nombre de 1 300, mangent en priorité. Ceux-ci furent guéris de leur infirmité et les disciples furent ravis de ne pas en avoir mangé.
Seulement, la table descendit une fois par jour et bien que le nombre de personnes à y manger grandisse, la nourriture fut toujours suffisante jusqu'à ce qu'Allah ordonne que seuls les pauvres aient le droit d'y manger. De nombreuses personnes en furent privées et les faux dévots protestèrent. La table ne descendit plus et les protestataires furent changés en sangliers.

### Chiisme duodécimain
Une tradition chiite raconte que Narjis, descendante d'un disciple de l'apôtre Pierre (Bitris) et esclave byzantine, aurait épousé le onzième imam Hasan al-Askari dont ils auraient eu Muhammad al-Mahdi comme fils. Celui-ci ne serait d'ailleurs jamais mort mais « occulté » jusqu'aux derniers jours. Il reviendra alors sous les traits du Mahdi tant attendu par les musulmans.

## Église catholique apostolique
L'Église catholique apostolique a aussi ses propres apôtres.